# Tresenta
Tresenta – szczyt w Alpach Graickich, części Alp Zachodnich. Leży w północnych Włoszech na granicy regionów Dolina Aosty i Piemont. Należy do Masywu Gran Paradiso. Szczyt można zdobyć ze schroniska Rifugio Vittorio Emanuele II (2732 m).
Pierwszego wejścia dokonali M. Barretti i A. Blanchetti w 1867 r.